# Estats Units de Stellaland
Els Estats Units de Stellaland foren una confederació de dues repúbliques boers formada el novembre de 1883 entre les recentment nascudes República de Stellaland i la República de la Terra de Goshen, adoptant el nom de Stellaland, pel qual era coneguda la regió que ocupaven, com a nom comú a les dues, després que els seus governants arribessin a un acord provisional l'11 d'octubre de 1883. El govern britànic no va poder impedir aquestes proclamacions, però no va reconèixer cap vincle dels caps tswanes i hotentots amb el Transvaal i teòricament restaven independents, bloquejant l'expansió i el trànsit de mercaderies britànic amb l'Àfrica central.
El febrer de 1884 es va formalitzar la convenció de Londres que redefinia els límits entre Transvaal i Betxuanalàndia, segons la qual una part de la Betxuanalàndia oriental era inclosa en territori bòer. Stellaland i Goshen, van haver de cedir part del seu territori a Transvaal (uns 3.000 km²), però en la resta, fora de l'esfera d'interessos de Transvaal, els governs republicans confederats van seguir subsistint formant de fet una punta de llança del Transvaal a l'oest de les seves fronteres. L'abril de 1884 John Mackenzie, successor de Livingstone, fou enviat a la zona per arreglar els afers. Mackenzie va negociar amb els caps betxuanes (tswanes) amb facilitat, però no va passar el mateix amb els bòers; Goshen va desafiar la seva autoritat i Stellaland només va acceptar les propostes a contracor. Aquesta diferència va marcar de fet el principi del final de la confederació.
El maig es va formar al Cap un nou govern sota control de l'afrikaner Bond, i Mackenzie fou acusat de ser favorable als betxuanes, i li fou refusat cap ajut militar en la seva missió, i finalment cridat el 30 de juliol per l'Alt Comissionat Sir Hercules Robinson; el cap de l'oposició parlamentària del Cap, Cecil Rhodes, fou enviat a Betxuanalàndia en el seu lloc. El prestigi britànic, minvant després de la guerra de 1881, va fer difícil la seva posició; Rhodes assumia que no podia esperar ajut efectiu de les autoritats colonials o imperials i va adoptar un to conciliador. Stellaland, que havia acceptat les propostes moderades de Mackenzie, romandria com una república sota una mena de protectorat britànic (1 d'agost de 1884). Però Goshen refusà qualsevol arranjament, i accions militars unilaterals dels boers contra els tswana van provocar la guerra amb els britànics. El 10 de setembre de 1884 Goshen va demanar l'establiment del protectorat de Transvaal en violació de la convenció de Londres, petició que fou acceptada, mentre que Stellaland acceptava les imposicions britaniques. Això va suposar el final de la Confederació.
Els britànics van despatxar a la zona (octubre) al general Sir Charles Warren. El març del 1885 Warren va arribar a l'Orange River Station, el final de la línia fèrria (el pont sobre el riu Orange encara no existia); els bòers de la regió no van oferir resistència. El 15 de març la República de Stellaland quedava ocupada i el president Niekerk renunciava al poder. Finalment Goshen fou igualment ocupada sense disparar un sol tret el 23 de març de 1885. Les dues Repúbliques foren annexionades a la colònia del Cap el 30 de setembre de 1885, al mateix temps que Betxuanalàndia era declarada protectorat britànic.

## Bandera
Probablement la bandera verda amb estel blanc correspon a la República de Stellaland, mentre la bandera verda i vermella amb estel de vuit puntes seria la bandera confederal. Vegeu Stellaland.